# Ozark County
Ozark County is een county in de Amerikaanse staat Missouri.
De county heeft een landoppervlakte van 1.922 km² en telt 9.542 inwoners (volkstelling 2000). De hoofdplaats is Gainesville.